# Brenles

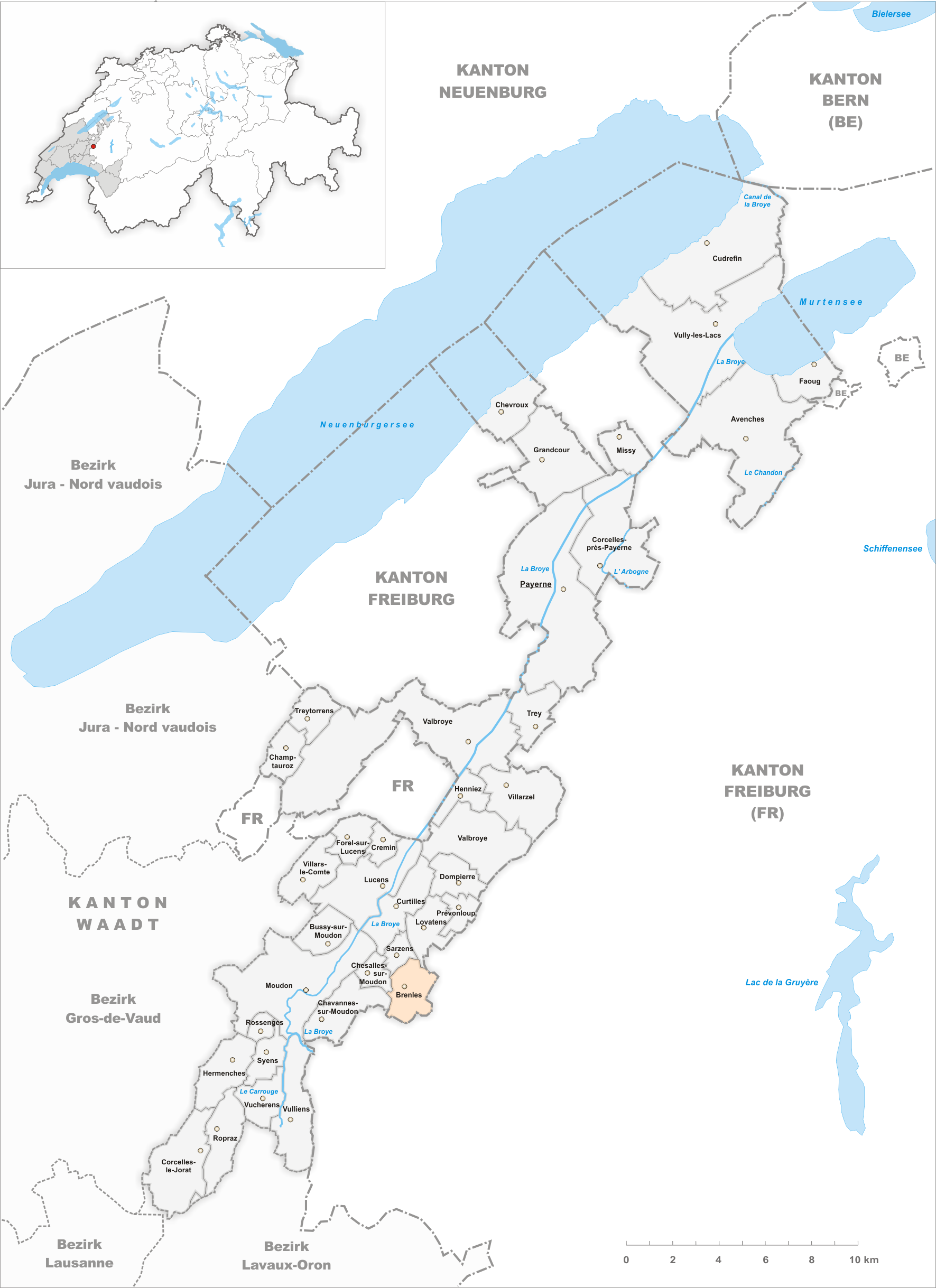
Gemeindestand vor der Fusion am 1. Januar 2017

Brenles war bis zum 31. Dezember 2016 eine politische Gemeinde im Distrikt Broye-Vully des Kantons Waadt in der Schweiz. Am 1. Januar 2017 fusionierte Brenles mit den ehemaligen Gemeinden Chesalles-sur-Moudon, Cremin, Forel-sur-Lucens und Sarzens zur neuen Gemeinde Lucens.

## Geographie
Brenles liegt auf 765 m ü. M., 18 km südwestlich des Bezirkshauptortes Payerne (Luftlinie). Das Strassenzeilendorf erstreckt sich am westlichen Talhang des Baches Ruisseau des Vaux, östlich der Broye, im Molassehügelland des östlichen Waadtländer Mittellandes.
Die Fläche des 3,9 km² grossen Gemeindegebiets umfasst einen Abschnitt des Hügellandes zwischen dem Broyetal und dem Oberlauf der Glâne. Das Gebiet wird von der Talsenke des Ruisseau des Vaux eingenommen, die im Westen von der Höhe Brûle Fer (mit 848 m ü. M. der höchste Punkt von Brenles), im Osten vom Bois Giquet und der Höhe von Les Dailles (bis 820 m ü. M.) begrenzt wird. Nach Osten erstreckt sich der Gemeindeboden auf die Hochfläche der Montagne de Brenles (830 m ü. M.). Ganz im Süden reicht Brenles in das Quellgebiet des Ruisseau des Vaux. Von der Gemeindefläche entfielen 1997 3 % auf Siedlungen, 30 % auf Wald und Gehölze, 66 % auf Landwirtschaft und etwas weniger als 1 % war unproduktives Land.
Zu Brenles gehören zahlreiche Einzelhöfe. Nachbargemeinden von Brenles sind Lovatens, Sarzens, Chesalles-sur-Moudon und Chavannes-sur-Moudon im Kanton Waadt sowie Ursy, Siviriez und Billens-Hennens im Kanton Freiburg.

## Bevölkerung
Mit 144 Einwohnern (Stand 31. Dezember 2015) gehörte Brenles zu den kleinen Gemeinden des Kantons Waadt. Von den Bewohnern sind 91,4 % französischsprachig, 6,1 % deutschsprachig und 1,2 % italienischsprachig (Stand 2000). Die Bevölkerungszahl von Brenles belief sich 1850 auf 232 Einwohner, 1900 auf 234 Einwohner. Danach wurde aufgrund starker Abwanderung bis 1980 eine Abnahme um fast 50 % auf 123 Einwohner verzeichnet; seither hat die Bevölkerung wieder leicht zugenommen.

## Wirtschaft
Brenles war bis in die zweite Hälfte des 20. Jahrhunderts ein vorwiegend durch die Landwirtschaft geprägtes Dorf. Noch heute haben der Ackerbau, der Obstbau und die Viehzucht eine wichtige Bedeutung in der Erwerbsstruktur der Bevölkerung. Weitere Arbeitsplätze sind im lokalen Kleingewerbe und im Dienstleistungssektor vorhanden. In Brenles befindet sich seit 1994 die Westschweizer Schule für Blindenführhunde (Fondation école romande pour chiens-guides d'aveugles). 2004 wurde die neue Mehrzweckhalle in Brenles eröffnet, die auch den Nachbargemeinden Chesalles-sur-Moudon und Sarzens dient. In den letzten Jahrzehnten hat sich das Dorf auch zu einer Wohngemeinde entwickelt. Einige Erwerbstätige sind Wegpendler, die in den umliegenden grösseren Ortschaften arbeiten.

## Verkehr
Die Gemeinde liegt abseits der grösseren Durchgangsstrassen an einer Verbindungsstrasse von Moudon nach Siviriez. Durch einen Postautokurs, der von Moudon nach Lucens verkehrt, ist Brenles an das Netz des öffentlichen Verkehrs angeschlossen.

## Geschichte
Auf dem Gemeindegebiet von Brenles wurden Überreste eines römischen Gutshofes gefunden. Die erste urkundliche Erwähnung des Ortes erfolgte 1247 bereits unter dem heutigen Namen. Im Mittelalter gehörte Brenles dem Bischof von Lausanne, bevor es zu Beginn des 15. Jahrhunderts in den Einflussbereich von Savoyen kam.
Mit der Eroberung der Waadt durch Bern im Jahr 1536 gelangte Brenles unter die Verwaltung der Landvogtei Moudon. Auf der Montagne de Brenles befanden sich im 18. Jahrhundert eine Mühle und ein Sägewerk, die durch einen eigens dafür angelegten Wasserkanal (teilweise unterirdisch geführt) betrieben wurden. Nach dem Zusammenbruch des Ancien Régime gehörte Brenles von 1798 bis 1803 während der Helvetik zum Kanton Léman, der anschliessend mit der Inkraftsetzung der Mediationsverfassung im Kanton Waadt aufging. 1798 wurde es dem Bezirk Moudon zugeteilt.

## Sehenswürdigkeiten
Die Kirche von Brenles stammt von 1740, der Glockenturm wurde um 1840 hinzugefügt. Im Ort sind einige charakteristische Bauernhäuser aus dem 17. bis 19. Jahrhundert erhalten.